# Anna Molka Ahmed
Anna Molka Ahmed (ur. 13 sierpnia 1917 w Londynie, zm. 21 kwietnia 1994) – pakistańska malarka i pisarka. Była Profesor Wydziału Sztuk Pięknych na Punjab University w Lahore.

## Biografia
Anna Molka Ahmed urodziła się 13 sierpnia 1917 roku w Londynie jako Molly Bridger, jej rodzice byli Żydami, matka Polką a ojciec Rosjaninem. Studiowała malarstwo, rzeźbę i design w Londynie na St Martin School of Arts. Przeszła na Islam w 1935 przed ślubem z Sheikhem Ahmed, z którym miała dwie córki, w 1951 małżeństwo rozpadło się. Od chwili uzyskania niepodległości Pakistanu w 1947 Anna Molka Ahmed uczyła na Punjab University. W późniejszych latach życia pisała książki

## Odznaczenia
- 1979: Tamgha-i-Imtiaz
- 1982: Quaid-e-Azam Award
- 1983: Khdejatul Kubra Award[2]